# Vlado Čulina
Vlado Čulina (12. veljače 1965.), brigadir HV i pobočnik Predsjednika Republike Hrvatske .
Od 1997. godine do danas pobočnik Predsjednika Republike Hrvatske. Na tu ga je dužnost 1997. godine imenovao predsjednik Franjo Tuđman. Istu je dužnost obnašao za vrijeme oba mandata predsjednika Mesića. U ožujku 2010. godine predsjednik Ivo Josipović ponovo ga je imenovao na istu dužnost, a isto je učinila i predsjednica Kolinda Grabar-Kitarović 2015. godine.

## Dužnosti
- 1984. – 1988.: RSUP - Jedinica za posebne namjene (danas ATJ Lučko)
- 1988. – 1991.: Kontrola granice - Zračna luka Zagreb
- 1991. – 1992.: MUP - ATJ Sljeme; tjelesno osiguranje Predsjednika RH
- 1992. – 1994.: MUP - Odjel za zaštitu Predsjednika RH (tjelesno osiguranje Predsjednika RH)
- 1994. – 1997.: 1. HGZ - Zamjenik zapovjednika 4. gardijske bojne posebne namjene (tjelesno osiguranje Predsjednika RH)
- 1997. – danas: Pobočnik Predsjenika RH
- 2000. – 2015.: tajnik Državnog povjerenstva za vojna odlikovanja i priznanja Republike Hrvatske
- 2016. – danas: tajnik Državnog povjerenstva za vojna odlikovanja i priznanja Republike Hrvatske

## Odlikovanja
- Red bana Jelačića
- Red hrvatskog trolista
- Spomenica domovinskog rata
- Spomenica domovinske zahvalnosti za 5 godina časne i uzorne službe
- Spomenica domovinske zahvalnosti za 10 godina časne i uzorne službe
- Spomenica domovinske zahvalnosti povodom 25 godina časne i uzorne službe
- Spomenica domovinske zahvalnosti povodom 30 godina časne i uzorne službe
- Medalja „Bljesak”
- Medalja „Oluja”